# Fred Holmes
Frederick William „Fred” Holmes (ur. 9 sierpnia 1886 w Cosfordzie, zm. 9 listopada 1944 w Londynie) – brytyjski przeciągacz liny, złoty medalista igrzysk olimpijskich.
Holmes reprezentował Wielką Brytanię na Igrzyskach Olimpijskich 1920 odbywających się w Antwerpii w przeciąganiu liny. Wraz z zespołem złożonym z londyńskich policjantów pokonał kolejno reprezentacje Stanów Zjednoczonych, Belgii, a w finałowym pojedynku zespół holenderski. Wywalczony złoty medal był drugim zdobytym przez Wielką Brytanię, a zarazem ostatnim przyznanym w przeciąganiu liny podczas igrzysk olimpijskich.
Był funkcjonariuszem City of London Police. Po przejściu na emeryturę mieszkał w Hadleigh. Zmarł w St Bartholomew’s Hospital w Londynie.